# De mysteries van de horizon
De mysteries van de horizon is een schilderij met olieverf op een canvas van de Belgische surrealist René Magritte.
Op het schilderij staan drie identieke mannen met bolhoeden. Ze staan buiten onder de hemel. Hoewel ze op dezelfde plaats lijken te zijn is het net alsof ze elk in een aparte realiteit bestaan. Ze kijken elk een andere kant op. Er is boven elke figuur een maan te zien aan de hemel.
Mannen met bolhoeden verschijnen in de werken van Magritte vanaf 1926.